# Renault EZ
EZ ist eine durch den Automobilhersteller Renault seit 2018 entwickelte Dachmarke von elektrisch angetriebenen und vernetzten Konzeptfahrzeugen, die teilweise auch auf autonomes Fahren ausgerichtet sind. Neben technischen Innovationen werden hier auch zukünftige Styling-Elemente getestet. Mit der Bezeichnung EZ nimmt Renault im Französischen eine phonetische Anlehnung an das englische Wort „easy“.

## Modelle

### Renault EZ-GO

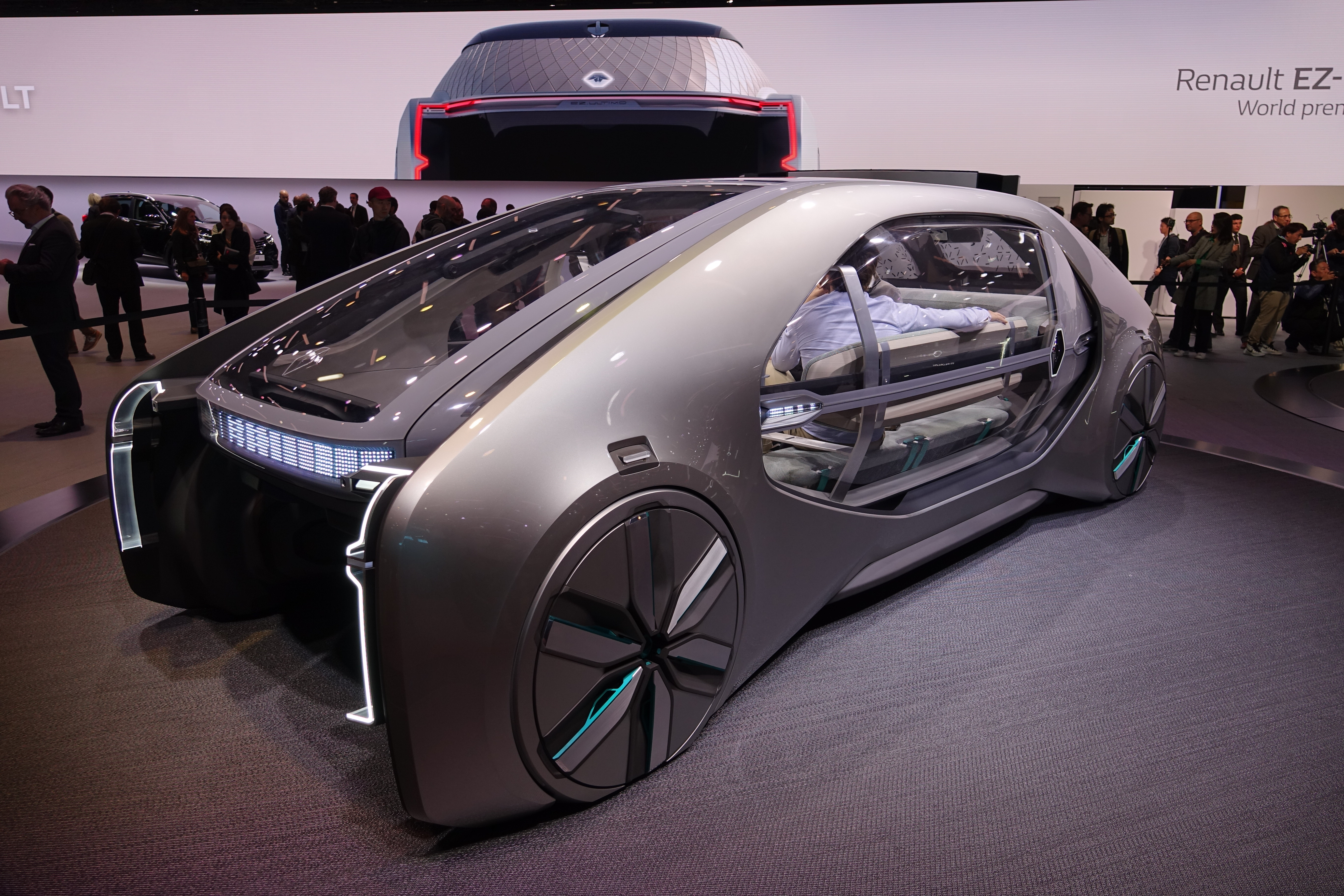
Renault EZ-GO

Der Renault EZ-GO ist ein hochautomatisiertes Robo- bzw. Roboter-Taxi, das von einem Elektromotor angetrieben wird. Es kann von seiner Konzeption her nur autonom steuern. Einen Platz für einen Fahrer sowie ein Lenkrad oder Instrumente gibt es nicht. Der Autonomie-Level liegt gemäß der Norm SAE J3016 bei 4 von 5. Vorgestellt wurde es auf dem 88. Genfer Auto-Salon 2018. Renault selbst bezeichnet es als „barrierefrei, urban, praktisch“.
Das Fahrzeug ist 5,20 Meter lang und 2,20 m breit und verfügt über einen Hinterradantrieb. Sein Gewicht beträgt mit Akku 1,7 Tonnen. Der Hersteller gibt seine maximale Geschwindigkeit mit 50 km/h, bei einer maximalen Reichweite von 400 km an. Sein Innenraum kann sechs Passagiere aufnehmen. Sie sitzen auf drei Bänken für je zwei Personen, die zusammen eine U-Form bilden. Zwei Fahrgäste befinden sich dabei in Fahrtrichtung, zwei mal zwei längs dazu und gegenüber. Diese Anordnung wurde gewählt, damit der EZ-GO auch genügend Platz für Gepäck, Kinderwagen und Rollstühle bietet. Ein klassischer Kofferraum ist nicht vorhanden.
Unter dem Dach befinden sich Kameras, Ultraschall-, Radar- und Lidarsensoren. Sie werden eingesetzt, damit der Wagen autonom steuert, beschleunigt und bremst. Zudem kann er so ohne fremde Einflussnahme die Spur wechseln und überwacht während der Fahrt sein Umfeld. An der Front und am Heck sind LED-Lichtleisten angebracht, die zur Kommunikation mit der Umwelt dienen. An ihnen lässt sich beispielsweise erkennen, ob das Taxi frei, besetzt oder reserviert ist.
Für die vollautomatisierte Bestellung zu einem bestimmten Ort nutzen die Kunden eine spezielle App. Das Ein- und Aussteigen erfolgt über eine Klapptür in der Front. Dazu schwingt auch ein großer Teil des Glaskuppeldachs nach oben. Zudem gibt es eine absenkbare Rampe, um Menschen mit Behinderung den Zugang zu ermöglichen. Daher wird der EZ-GO als barrierefrei bezeichnet. Während der Fahrt können die Fahrgäste durch vorhandene Schalen ihre Smartphones per Induktion aufladen. Interaktive Bildschirme ermöglichen die Kommunikation zwischen den Passagieren und der Taxi-Zentrale.
Der für das Projekt verantwortliche Chef-Designer Renaults Laurens van den Acker sagte bei der Präsentation, das Auto sollte bewusst anders aussehen als andere Renault-Modelle. Gleichzeitig wäre es wichtig gewesen, es so zu gestalten, dass es Flottenkunden wie Städte oder Hotels bei einer Realisation ansprechen könne. Zudem äußerte er, das Designteam wäre durch die Taxis von New York und London inspiriert worden, hätte aber versucht, ein mehr ikonischeres und moderneres Aussehen zu schaffen. Die Serienproduktion ist bis 2030 vorgesehen (Stand: Dezember 2019).

### Renault EZ-PRO

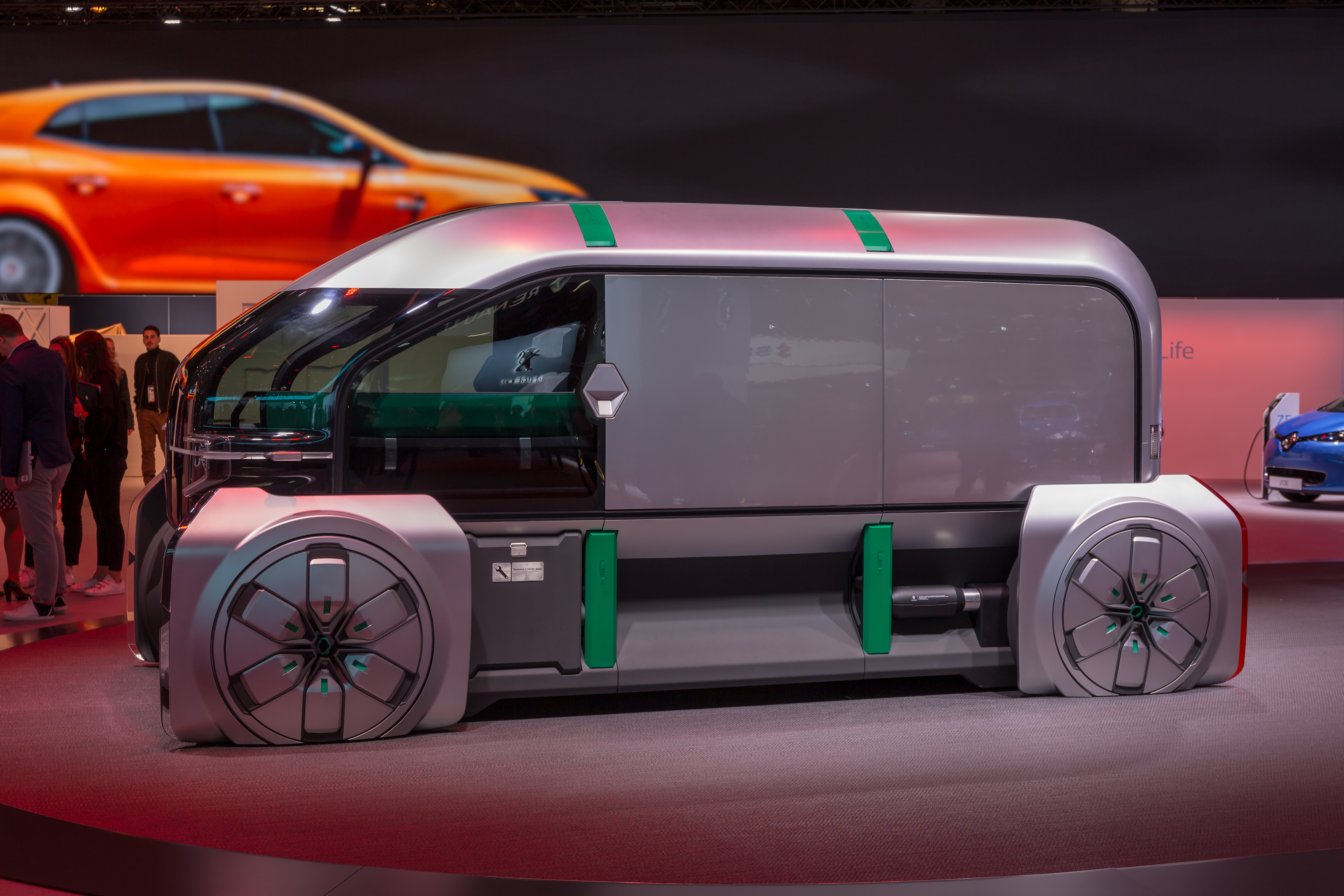
Renault EZ-PRO (Leitender Pod)

Der Renault EZ-PRO ist ein elektrisches und autonomes Fahrzeugsystem, dessen Einsatzgebiet die städtische Auslieferung sein soll. Es wurde auf der IAA Nutzfahrzeuge 2018 vorgestellt. Das Konzept besteht aus mehreren unabhängigen Einheiten, die Pods genannt werden. Der leitende Pod hat eine Person an Bord, der bei Bedarf die Steuerung über einen Joystick übernehmen kann. Alle Pods werden von Elektromotoren an der Hinterachse angetrieben und verfügen zudem über eine Allradlenkung. Wie beim EZ-GO soll eine Markteinführung nach Herstellerangaben bis 2030 möglich sein (Stand: Dezember 2019).

### Renault EZ-ULTIMO

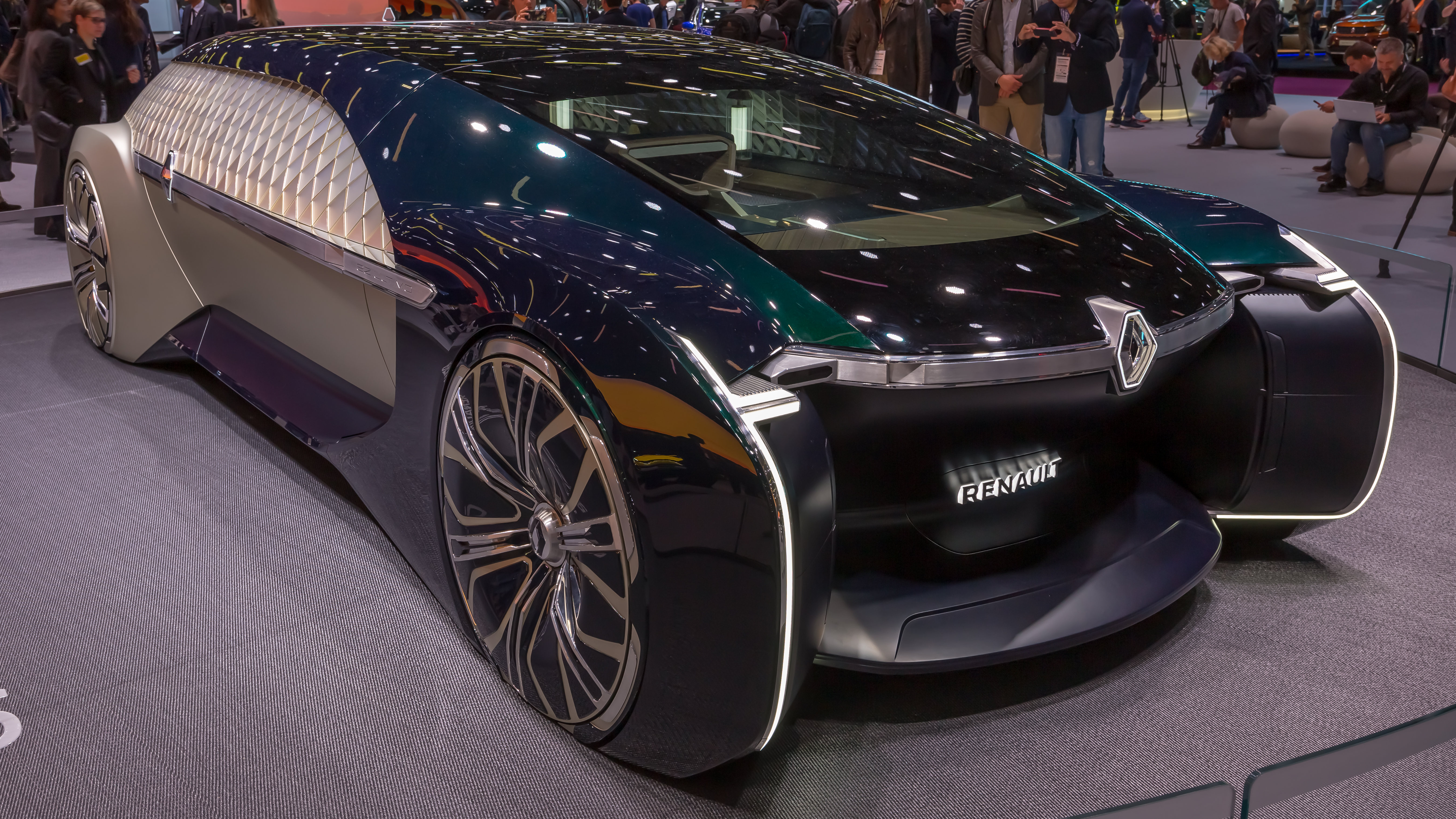
Renault EZ-ULTIMO

Der Renault EZ-ULTIMO ist ein elektrisches und autonomes Auto, das durch den Hersteller der Luxus-Klasse zugeordnet wird. Es hatte seine Premiere auf dem Pariser Autosalon 2018. Anders als bei den vorher präsentierten EZ-Modellen erfolgt der Antrieb hier über die Vorderachse. Der Wagen hat eine Länge von 5,70 m bei einer Breite von 2,20 m. Dabei ist er nur 1,35 m hoch, hat aber einen Radstand von 3,88 m. Zum Vergleich: Eine zeitgenössische Mercedes S-Klasse kommt in der Langversion auf 3,37 Meter. Das Gewicht gibt Renault mit 1,8 Tonnen an. Er besitzt eine Allradlenkung, wegen des autonomen Fahrsystems wurde aber auf ein Lenkrad verzichtet. Werksangaben weisen für das Fahrzeug bei voller Batterieladung eine Reichweite von ca. 500 km aus. Der Zugang erfolgt durch eine Seitentür, das Dach öffnet sich von vorne, um ihn zu erleichtern. Für die Gestaltung der Inneneinrichtung wurde im Rahmen der Feierlichkeiten zum 120-jährigen Jubiläum der Marke eine Inspiration von den Luxusautos aus der Zeit vor dem Zweiten Weltkrieg genommen. Daher besitzt das Fahrzeug ein loungeartiges Interieur mit drei samtbezogene Sesseln. Zudem wurden Materialien wie Marmor und Holzparkett verwendet. Durch das Netz-Design der Außenhaut aus Keramik und speziellem Spiegelglas ist es nicht möglich in den Innenraum hineinzusehen, jedoch können die Mitfahrer nach außen schauen.

### Renault EZ-FLEX
Der EZ-FLEX ist ein 2019 vorgestelltes Versuchsfahrzeug, das für den täglichen Lieferverkehr in urbanen Gebieten konzipiert ist. Es gibt aber einen wichtigen Unterschied zu den bisherigen EZ-Modellen. Zwar ist der Antrieb wieder elektrisch und der Wagen besitzt auch einen hohen Vernetzungsgrad. Die Steuerung soll jedoch durch einen menschlichen Fahrer erfolgen, der auch mit der Auslieferung der Paketsendungen betreut ist. Der EZ-FLEX ist mit 3,86 m 20 Zentimeter kürzer als ein zeitgenössischer Clio bzw. mit 1,65 m so schmal wie ein Twingo. Seine Höhe von 1,88 m und die Ladekante von 76 cm liegen im Bereich des benzinbetriebenen Wettbewerbs. Der Wendekreis wird durch Renault mit 4,50 m festgesetzt. Eine komplette Akkuladung reicht dem EZ-FLEX nach Herstellerangaben für eine Reichweite von ca. 100 km. Zunächst vermeldete Renault, zwölf Transporter zu bauen und an Firmen in ganz Europa ausleihen zu wollen, um praxisnahe Erfahrungen für eine Serienfertigung zu bekommen. Im Sommer 2019 wurde aber bekannt, dass die Fahrzeuge durch die französische Post (La Poste) genutzt und getestet werden sollen.